# Georg Fitz
Georg Ludwig Fitz (* 9. Juli 1860 in Ellerstadt; † 11. April 1940 in Mittenwald) war Gutsbesitzer, Weinhändler und Mitglied des Deutschen Reichstags.

## Leben
Fitz besuchte die Realschule in Neustadt, die Technische Hochschule in Stuttgart und die Universitäten München, Bonn und Berlin. Er war Mitglied des Corps Franconia in München und des Corps Hansea in Bonn. Ab 1882 war er Gutsbesitzer auf dem väterlichen Gut in Ellerstadt und ab 1890 Teilhaber der Firma Fitz und Baust (Wein- und Schaumweinhandlung).
Von 1898 bis 1903 war er Mitglied des Deutschen Reichstags für den Wahlkreis  Pfalz 5 (Homburg, Kusel) und die Nationalliberale Partei.
In Ellerstadt gibt es eine Georg-Fitz-Straße.